# Atractodes foveolatus
Atractodes foveolatus är en stekelart som beskrevs av Johann Ludwig Christian Gravenhorst 1829. Atractodes foveolatus ingår i släktet Atractodes och familjen brokparasitsteklar. Arten är reproducerande i Sverige. Inga underarter finns listade.